# Кульбаба, Алла Анатольевна
Кульбаба Алла Анатольевна (род. 3 апреля 1968, Кривой Рог, Днепропетровская область) — украинская дирижёр, педагог. Народная артистка Украины (2019).

## Биография
Родилась 3 апреля 1968 года в городе Кривой Рог в семье инженерно-технических работников.
Окончила среднюю школу № 1 в Кривом Роге. В 1987 году окончила с красным дипломом Криворожское музыкальное училище, отделение хорового дирижирования.
В 1992 году окончила класс хорового дирижирования Л. М. Венедиктова (по другим данным — В. Р. Лысенко) Киевской консерватории, в 1995 году — класс оперно-симфонического дирижирования В. Б. Гнедаша.
С 1995 года — ассистент главного дирижёра Национальной оперы Украины, с 1999 года — дирижёр.
С 2009 года — доцент кафедры оперной подготовки в Национальной музыкальной академии Украины имени П. И. Чайковского.
С 1998 года сотрудничала с Киевским симфоническим оркестром и хором под управлением Роджера Макмерина.

## Творческая деятельность

### Дирижирование
- «Евгений Онегин», «Пиковая дама», «Иоланта» П. Чайковского;
- «Аида», «Травиата», «Макбет» Дж. Верди;
- «Манон Леско» Дж. Пуччини;
- «Кармен» Ж. Бизе;
- «Тайный брак» Д. Чимарозы;
- «Ромео и Джульетта» Ш. Гуно;
- симфонические и камерные произведения.

## Награды
- 3-я премия Национального конкурса дирижёров имени С. Турчака (1994);
- Заслуженный деятель искусств Украины (3 июля 2008)[5];
- Народная артистка Украины (8 ноября 2019)[6].